# Hirsch und Löwe (Schlossplatz Stuttgart)

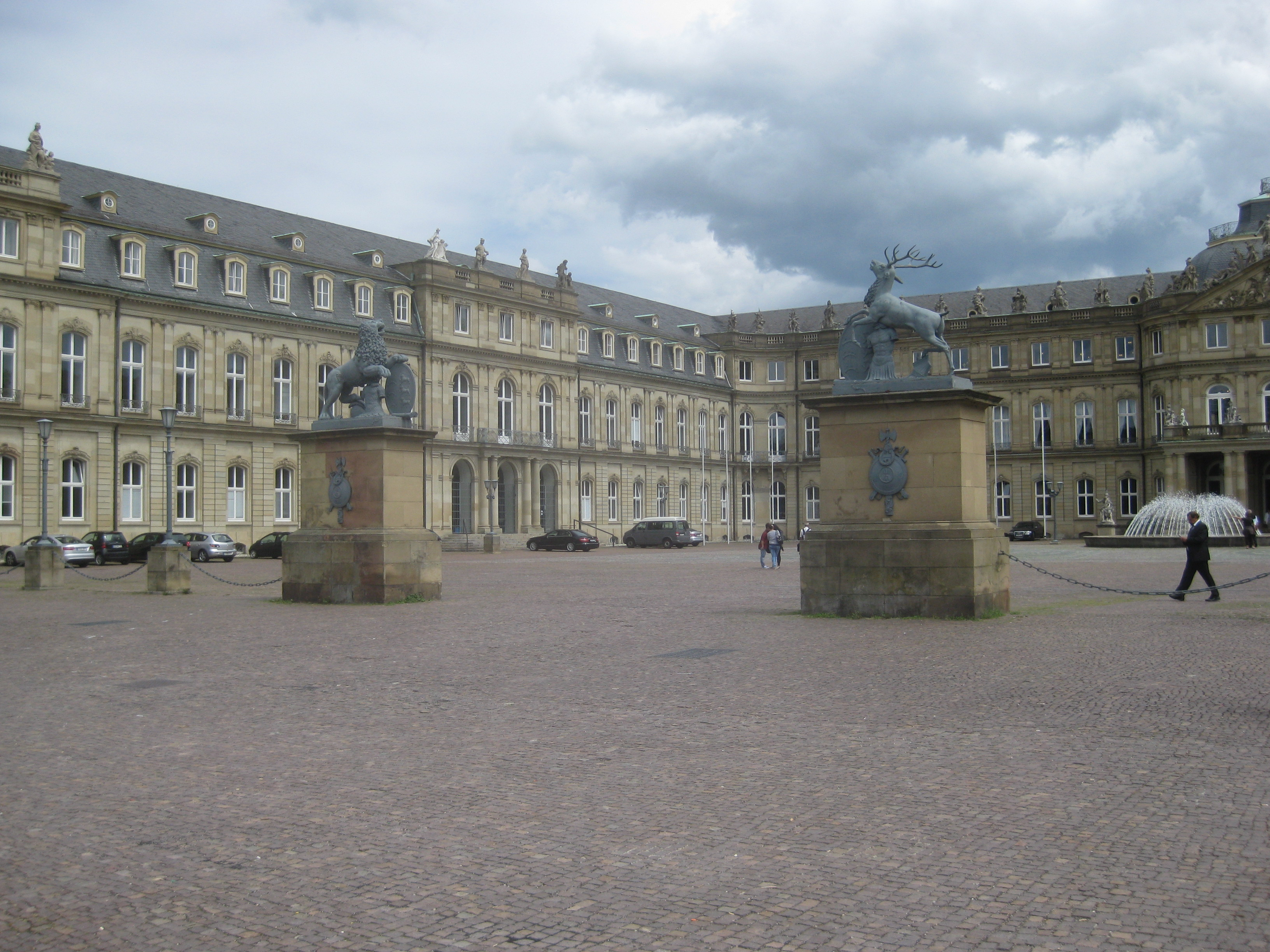
Neues Schloss Stuttgart. Blick vom Schlossplatz in den Schlosshof, vorn: Hirsch und Löwe.

Hirsch und Löwe sind zwei lebensgroße Standbilder, die auf hohen Granitpostamenten den Eingang zum Hof des Neuen Schlosses in Stuttgart flankieren. Die beiden württembergischen Wappentiere wurden von dem Stuttgarter Hofbildhauer Antonio Isopi entworfen und modelliert, im Hüttenwerk Wasseralfingen in Eisen gegossen und 1823 aufgestellt.

## Lage

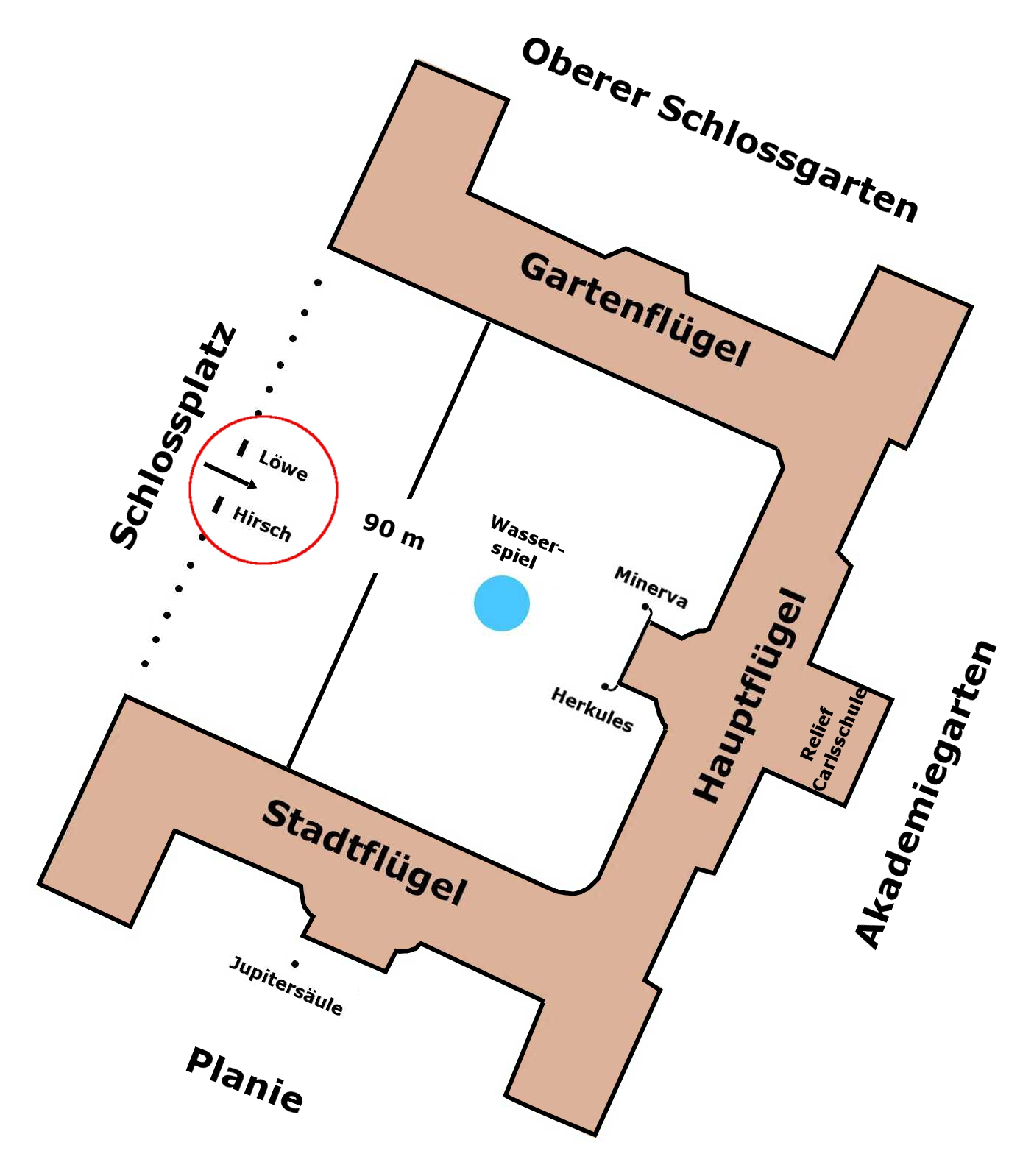
Neues Schloss Stuttgart, Schemagrundriss

Der quadratische Hof des Neuen Schlosses erstreckt sich auf einer Breite von 90 Metern zwischen den beiden Seitenflügeln des Gebäudes. Schwere Eisenketten sperren den Hof zum Schlossplatz hin ab. Die Ketten sind beiderseits des Hofeingangs an je sechs niedrigen Steinquadern eingelassen, die schlanken Kandelabern als Sockel dienen.

## Entstehung
Nach der Erhebung Württembergs zum Königreich 1806 erteilte König Friedrich seinem Hofbildhauer Antonio Isopi den Auftrag, lebensgroße Standbilder der württembergischen Wappentiere Hirsch und Löwe zu schaffen. Die Großplastiken sollten im königlichen Hüttenwerk Wasseralfingen in Eisen gegossen werden. Dieser erste monumentale Eisenguss in Württemberg bereitete aber große technische Probleme, so dass die in einem Stück gegossenen Hohlfiguren erst 1819, drei Jahre nach Friedrichs Tod, unter seinem Nachfolger König Wilhelm I. fertiggestellt werden konnten.
Auf der Suche nach einem geeigneten Standort für die schwergewichtigen Wappentiere (Hirsch und Löwe waren 47 bzw. 72 Zentner schwer) entschied König Wilhelm I. 1822, die bisher am Eingang des Schlosshofs stehenden Figuren laternentragender Kinder durch die Standbilder der Wappentiere zu ersetzen. (Zum Guss der Figuren siehe: Antonio Isopi#Wasseralfingen: Hirsch und Löwe, erster monumentaler Eisenguss in Württemberg.)

## Postamente

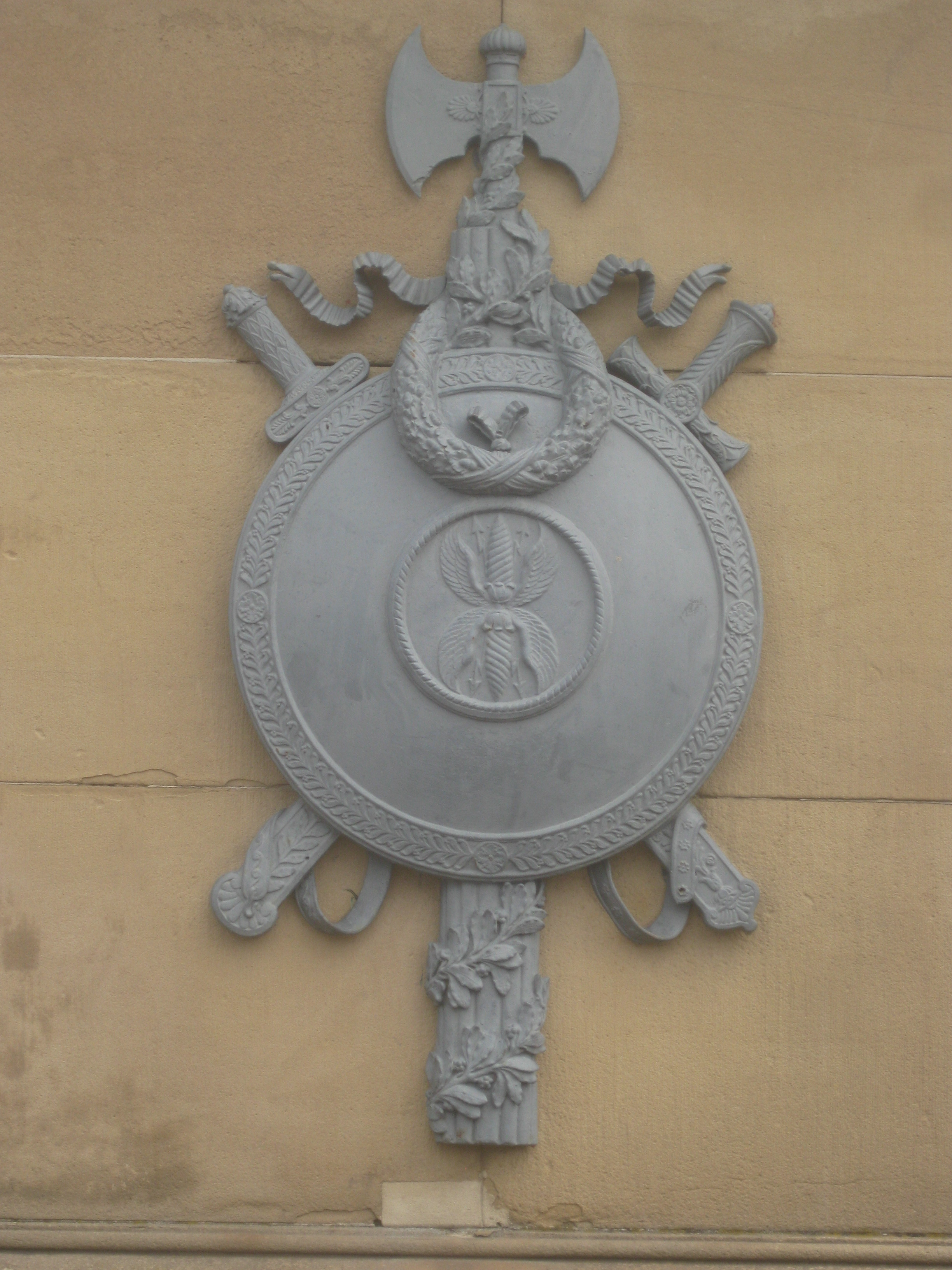
Trophäe am Postament des Hirschstandbilds

Der 8 Meter breite Eingang zum Schlosshof wird von zwei mächtigen, 4 Meter hohen und 3 Meter breiten Postamenten aus gelbrötlichem Schwarzwaldgranit flankiert, die nach dem Entwurf des württembergischen Hofbaumeisters Giovanni Salucci 1823 errichtet wurden. Die quaderförmigen, gemauerten Postamente tragen an der Vorderseite reich verzierte Trophäen, die jeweils aus einem Rundschild, zwei gekreuzten Schwertern mit Scheide und einer Streitaxt mit Rutenbündel bestehen.
Die Aufstellung die beiden Standbilder geriet zu einem Schwabenstreich: sie wurden irrtümlich parallel zueinander mit den Köpfen gegen den Schlossplatz aufgestellt. Beim Durchschreiten des Eingangs sah der Besucher daher die Rückseite der Tierkörper, insbesondere blieb ihm die Vorderseite der Schilde mit dem königlichen Wappen verborgen. Erst zum 100. Jahrestag des Königreichs Württemberg ließ König Wilhelm II. 1905 diesen Fehler korrigieren und die Standbilder wie ursprünglich vorgesehen als „pyramidale Gruppe“ gegeneinander aufstellen.

## Hirsch und Löwe

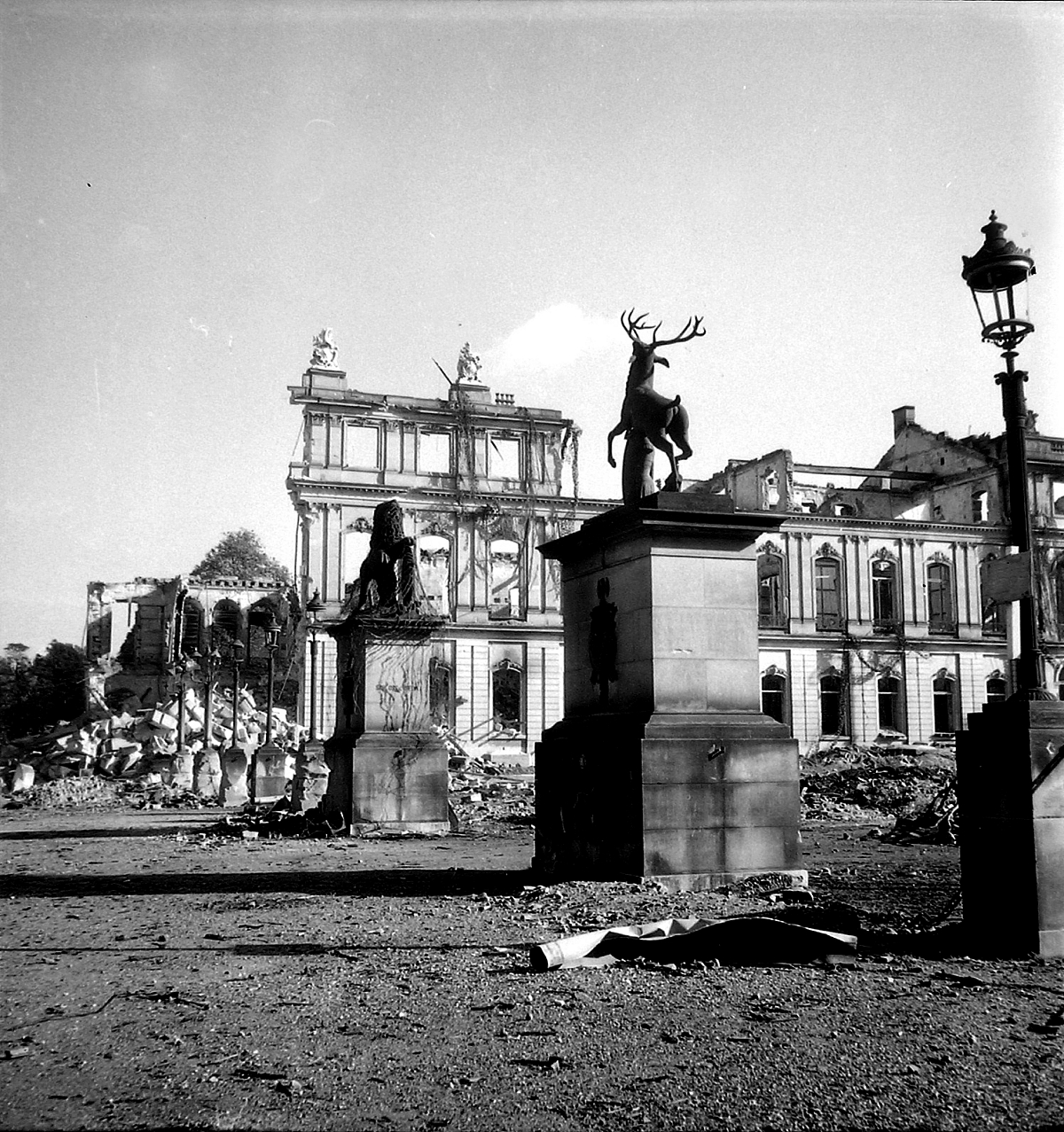
Hirsch und Löwe nach Luftangriffen 1944

Die Postamente werden von den zwei Meter hohen und langen Standbildern der Wappentiere bekrönt, die als Schildhalter fungieren und einander in Sprunghaltung gegenüberstehen. Der mächtige, kraftvolle Löwe und der Hirsch, ein stolzer Zwölfender, sind würdige Repräsentanten des königlichen Herrschers, der sie in Auftrag gegeben hat. Beide Tiere stützen sich mit dem Bauch auf die Trophäe eines Rüstungstorsos und mit einem Hinterlauf auf einen Helm. Mit einem Vorderlauf halten sie einen ovalen Wappenschild, der auf der Vorderseite das württembergische Wappen mit den drei Hirschstangen und den drei Löwen zeigt und auf der Rückseite ein Randornament aus Eichenzweigen.
Mit weit aufgesperrtem Maul scheint der Löwe den Brunftschrei seines Gegenübers mit kräftigem Brüllen zu erwidern. Die gedrungenen, kräftigen Körper zeigen keine durchgängige Fellbehaarung, beim Löwen aber eine mächtige Lockenmähne sowie eine ebenfalls lockige Unterleibsbehaarung, und beim Hirsch ein gelocktes Brustfell. Jedes der beiden Tiere bildet zusammen mit Trophäe und Helm ein durch eine rechteckige Sockelplatte verbundenes Ensemble, das in grauer Bronzefarbe gefasst ist.
| - Löwe, Vorderseite - Hirsch, Vorderseite |
| - Löwe, Rückseite - Hirsch, Vorderseite   |

| → Historische Fotos |
| - Neues Schloss mit falsch aufgestellten Standbildern, 1863. - Festzug auf dem Schlossplatz, 1902. Links: Neues Schloss mit falsch aufgestellten Standbildern. - Neues Schloss mit richtig aufgestellten Standbildern, 1905. |

## Löwentor
Der Eingang zum Rosensteinpark am Pragsattel wurde 1858 mit einem triumphbogenartigen Torbau geschlossen (Abbildung: siehe Rosensteinpark). Das Tor wurde mit einem Zinknachguss des Isopi-Löwen vom Neuen Schloss bekrönt, der seine Schauseite mit dem württembergischen Wappenschild dem Park zuwendet. 1992 wurde die Zinkfigur, die sich in einem desolaten Zustand befand, durch eine Bronzekopie ersetzt. Das Tor trägt in vergoldeten Lettern den Namen Rosenstein, wurde aber nach seiner imposanten Bekrönung Löwentor genannt.